# Proflight Zambia
Proflight Zambia ist eine sambische Fluggesellschaft mit Sitz in Lusaka und Basis auf dem Flughafen Lusaka.

## Geschichte
Proflight Zambia wurde 1991 von Tony Irwin, einem ehemaligen Pilot der Zambia Airways, gegründet. Seit 1997 führte er Charterflüge in Sambia durch. Im Jahr 2004 stiegen Investoren ein und es wurden erste Linienflüge durchgeführt. Ab 2013 wurden die ersten internationalen Flüge nach Lubumbashi und Lilongwe durchgeführt.

## Flugziele
Proflight Zambia führt von Lusaka sowohl Charterflüge als auch Linienflüge in Sambia und nach Durban in Südafrika durch.

## Flotte
Mit Stand Juni 2023 besteht die Flotte der Proflight Zambia aus acht Flugzeugen:
| Flugzeugtyp       | Anzahl | bestellt | Anmerkungen | Sitzplätze |
| ----------------- | ------ | -------- | ----------- | ---------- |
| Boeing 737-500    | 1      |          |             |            |
| BAe Jetstream 41  | 3      |          |             | 29         |
| BAe Jetstream 32  | 1      |          |             | 18         |
| Bombardier CRJ100 | 1      |          |             | Frachter   |
| Bombardier CRJ200 | 4      |          |             | 50         |
| Gesamt            | 8      | –        |             |            |